# Margot Wallström
Margot Elisabeth Wallström (phát âm tiếng Thụy Điển: [ˈmarːɡɔt ˈvalːˈstrœm]; sinh ngày 28 tháng 9 năm 1954) là một chính trị gia của Đảng Dân chủ Xã hội Thụy Điển và là Bộ trưởng Ngoại giao Thụy Điển từ ngày 3 tháng 10 năm 2014.
Wallström trước đây từng là Cao ủy Liên minh châu Âu về Môi trường từ năm 1999 đến năm 2004 và là Cao ủy Liên minh châu Âu về Chiến lược Truyền thông và Quan hệ Thể chế từ năm 2004 đến năm 2009. Bà cũng là người đầu tiên trong 5 phó chủ tịch của Uỷ ban Barroso với 27 thành viên. Sau đó, bà làm việc với vai trò Đặc phái viên của Tổng thư ký Liên hợp quốc về bạo lực tình dục trong các cuộc xung đột.

## Cuộc sống và sự nghiệp
Sinh ra ở Skellefteå, Wallström tốt nghiệp trung học sau đại học năm 1973. Bà bắt đầu sự nghiệp của mình là nhân viên ngân hàng tại ngân hàng Alfa Savings ở Karlstad, nơi cô làm việc từ năm 1977 đến năm 1979 và một thời gian ngắn làm kế toán từ năm 1986 đến năm 1987. Wallström làm việc với tư cách là Giám đốc điều hành của một mạng lưới truyền hình vùng Värmland ở Thụy Điển từ năm 1973 đến năm 1974 và trước khi lên làm Ủy viên của EU, bà là phó chủ tịch điều hành Worldview Global Media ở Colombo, Sri Lanka.

## Sự nghiệp chính trị
Wallström đã có một sự nghiệp lâu dài trong chính trị ở quốc hội Thụy Điển, chính phủ Thụy Điển và Ủy ban châu Âu. Năm 25 tuổi, bà được bầu làm quốc hội. Bà là Ủy viên Môi trường từ năm 1999 đến năm 2004 và trong chính phủ Thụy Điển, bà là Bộ trưởng Bộ Nội vụ, Phụ nữ và Thanh niên năm 1988-1991, Bộ trưởng Văn hoá 1994-1996 và Bộ trưởng Bộ Xã hội 1996-1998.

### Cao ủy Liên minh châu Âu về Môi trường, 1999-2004
Trong thời gian nắm giữ chức vụ của mình, Wallström đã đưa ra đề xuất ban đầu của Ủy ban Châu Âu về [REACH], yêu cầu các nhà sản xuất hoá chất công nghiệp phải kiểm tra và Đăng ký sản phẩm của họ với Cơ quan Hóa chất châu Âu trước khi chúng có thể được sử dụng. Năm 2004, bà đã thông qua việc nhập khẩu một loại ngô biến đổi gen từ ngô chuyển gien từ Hoa Kỳ sau một thời gian tạm ngừng 6 năm, lập luận trong một tuyên bố rằng ngô được sản xuất bởi công ty công nghệ sinh học [Monsanto], Được biết đến như ngô NK603, đã được kiểm tra nghiêm ngặt và được xem là "an toàn như bất kỳ ngô thông thường nào.

### Phó Chủ tịch thứ nhất của Ủy ban Châu Âu, 2004-2010
Năm 2004, Wallström trở thành thành viên đầu tiên của Ủy ban Châu Âu và có một blog. Phần nhận xét của trang web của cô nhanh chóng trở thành điểm nóng cho các tranh luận liên quan đến các chính sách của Liên minh châu Âu. Wallström đã đẩy mạnh kế hoạch D của mình (đối với dân chủ, đối thoại và tranh luận) để kết nối lại Công dân với Liên minh. Công việc của cô trên các nền tảng này, bao gồm sự ủng hộ của bản kiến nghị oneseat.eu, đã mang lại cho cô danh tiếng trong một số khu, thậm chí còn được gọi là "Ủy viên công dân" - nhưng đã giành được những cái tên của cô như "Ủy viên Tuyên truyền" Tốt từ các đối thủ chính trị. Nhà kinh tế học liệt kê bà trong số các ủy viên có hiệu quả ít nhất trong năm 2009.
Năm 2006, Wallström đã trình bày kế hoạch chuyển đổi dịch vụ phát thanh video Ebay của EU sang một cơ quan thông tin của EU; Kế hoạch đã bị hủy bỏ sau khi các tổ chức báo chí phàn nàn rằng nó sẽ làm suy yếu công việc của các phóng viên bao gồm EU .
Sau cuộc bầu cử năm 2006 của Thụy Điển, trong đó Đảng Dân chủ Xã hội mất quyền lực, cựu Thủ tướng Göran Persson tuyên bố rút quân khỏi chính trị hồi tháng 3 năm 2007. Wallström được coi là ứng cử viên ưa thích để kế vị Persson trong vai trò lãnh đạo đảng Xã hội Dân chủ, rằng bà không muốn được xem xét cho vị trí này. Thay vào đó, đăng thay vì Mona Sahlin.
Từ năm 2006 đến năm 2007, Wallström từng là thành viên của Tập đoàn Amato, một nhóm các chính trị gia châu Âu cấp cao đang làm việc không chính thức để viết lại Hiệp ước thành lập Hiến pháp cho châu Âu thành cái được gọi là Hiệp ước Lisbon sau khi các cử tri Pháp và Hà Lan từ chối.
Ngay sau khi bầu Mona Sahlin làm lãnh đạo đảng, Wallström đã chấp nhận một thành viên trong một nhóm làm việc để phát triển các chiến lược chính trị cho cuộc bầu cử sắp tới cho Quốc hội Châu Âu vào năm 2009. Thành viên trong nhóm này được Carl B Hamilton (và sau đó Cũng Fredrik Reinfeldt) để tạo thành một sự vi phạm lời tuyên thệ của tất cả các thành viên của Ủy ban châu Âu, cho biết rằng bất kỳ thành viên của ủy ban nên làm việc vì lợi ích cao nhất của cộng đồng và không có ảnh hưởng từ các chính trị gia. Phát ngôn viên Ủy ban châu Âu Mikolaj Dowgielewicz và Pia Ahrenkilde-Hansen tuyên bố rằng nhiệm vụ mới của bà không phải là mâu thuẫn với vị trí của Ủy viên.
Tháng 12 năm 2006, Wallström được bình chọn là phụ nữ nổi tiếng nhất ở Thụy Điển, đánh bại các hoàng gia và vận động viên trong một cuộc khảo sát do ICA-kuriren và Sifo tiến hành. Năm trước, năm 2005, cô đứng vị trí thứ hai. Wallström khiêm tốn trả lời rằng "có thể là vì tôi quá xa vời" .
Ngày 16 tháng 11 năm 2007, Margot Wallström, trở thành Chủ tịch Hội đồng Sáng kiến Bộ trưởng Lãnh đạo Thế giới Phụ nữ. Vị trí này trước đây được giữ bởi cựu Ngoại trưởng Hoa Kỳ Madeleine K. Albright.

### Với Việt Nam
Bà Margot Wallström đã đến thăm chính thức Việt Nam vào tháng 11 năm 2007. Bà từng cho biết chính sự khốc liệt của cuộc chiến tranh ở Việt Nam đã tạo động lực để bà đi theo con đường chính trị.